# Abilio Martínez Varea
Abílio Martínez Varea (Autol, La Rioja, Espanha, 29 de janeiro de 1964) é um clérigo espanhol e bispo católico romano de Ciudad Real.

## Biografia
Abilio Martínez Varea nasceu em Autol em 29 de janeiro de 1964.

### Formação e Ministério Sacerdotal
De 1982 a 1987, estudou filosofia e teologia no seminário diocesano de Logroño. Em seguida, mudou-se para Roma, onde, em 1989, obteve a licenciatura em Teologia sistemática pela Pontifícia Universidade Gregoriana.
Em 30 de setembro de 1989, foi ordenado sacerdote para a diocese de Calahorra e La Calzada-Logroño na capela-mor do seminário diocesano de Logroño. Posteriormente, serviu como vigário paroquial da paróquia de São Bartolomeu em Aldeanueva de Ebro, de 1989 a 1994. De 1994 a 1996, concluiu o doutorado na Universidade Pontifícia de Salamanca. Ao retornar à diocese, atuou como pároco adjunto da paróquia de São Pio X em Logroño e diretor do Secretariado da Juventude de 1998 a 2000; delegado para o apostolado secular de 2000 a 2003; delegado para o ensino em 2003; e vigário episcopal para a pastoral e o ensino de 2005 a 2017. Foi cônego da Concatedral de Santa Maria de La Redonda e professor do Instituto Diocesano de Ciências Religiosas.

### Ministério Episcopal
Em 5 de janeiro de 2017, o Papa Francisco nomeou-o Bispo de Osma-Soria. O Arcebispo de Burgos, Fidel Herráez Vegas, ordenou-o bispo em 11 de março do mesmo ano. Os co-consagradores foram o Arcebispo de Barcelona, Juan José Omella Omella, e o Bispo de Calahorra y La Calzada-Logroño, Carlos Manuel Escribano Subías. Tomou posse da diocese durante a mesma celebração.
É membro da Comissão de Pastoral Social e Promoção Humana da Conferência Episcopal Espanhola desde março de 2020. Anteriormente, foi membro da Comissão de Pastoral Social e Promoção Humana de março de 2017 a 2020.
Em 9 de julho de 2025, o Papa Leão XIV nomeou-o Bispo de Ciudad Real.